# Rudolf Baier (Museumsleiter)

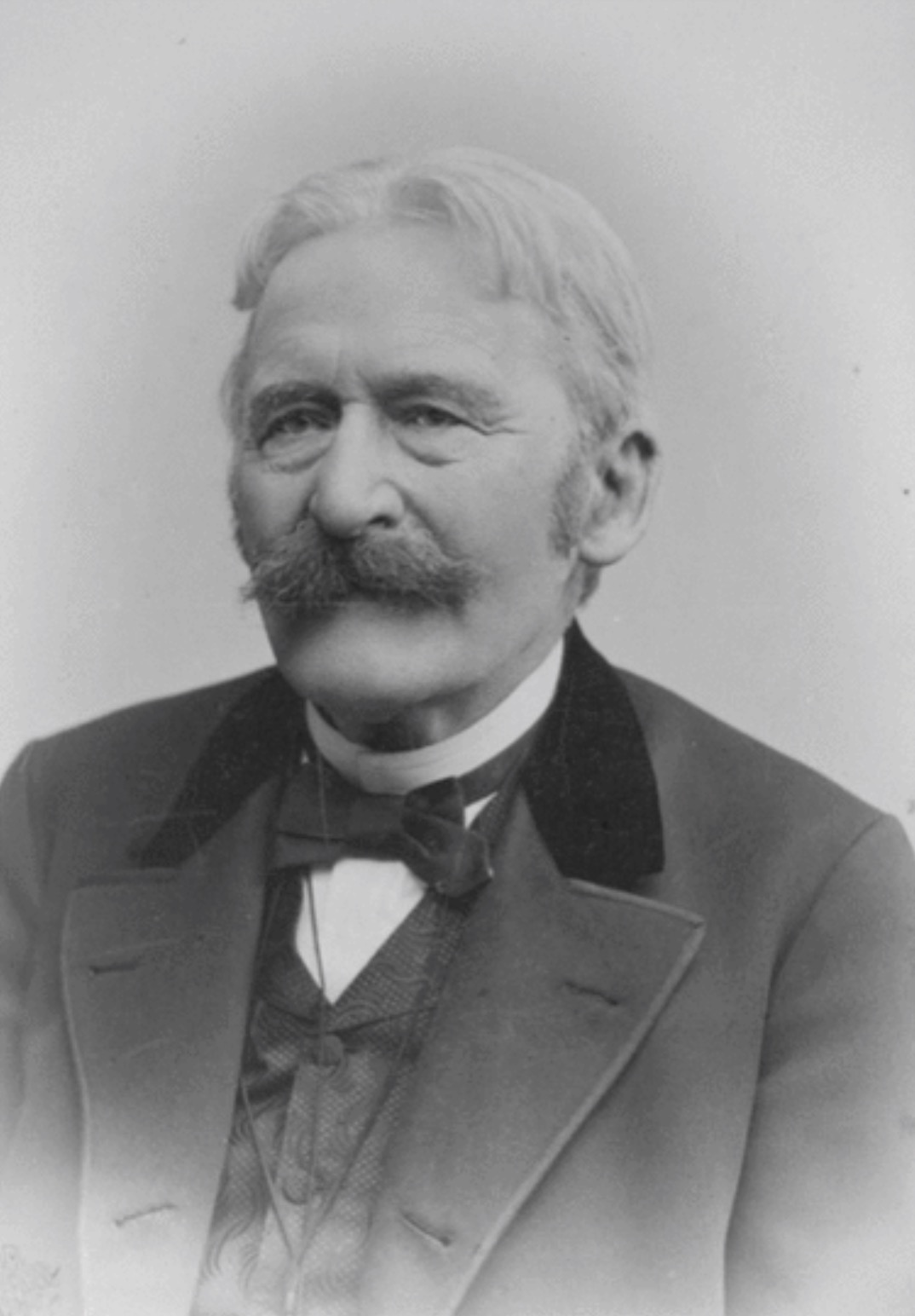
Rudolf Baier im Alter von 82 Jahren (Juni 1900)

Julius Rudolf Baier (* 4. Februar 1818 in Kampe; † 2. Mai 1907 in Stralsund) war ein deutscher Wissenschaftler und Museumsgründer und -direktor.

## Kindheit und Jugend
Rudolf Baier wurde in Kampe auf Jasmund (Insel Rügen) geboren, wo sein Vater Gutspächter war. 1819 erwarb sein Vater das Rittergut Natzevitz bei Samtens auf Rügen, wo Rudolf Baier aufwuchs. Das Gut übernahm später der jüngere Bruder Adolf Baier. Aus der Bekanntschaft mit den Kindern des in Plüggentin lebenden Kammerherrn von der Lancken entstand später die Liebe zu Elise von der Lancken. In Natzevitz erhielten die Kinder Hausunterricht.
Sein Vater sammelte „Versteinerungen“, die sich zahlreich auf Rügen finden. Rudolf Baier interessierte sich schon als Kind für Sagen und Märchen sowie Altertümer der Insel. Als der Vater schwer erkrankte und das Gut nicht mehr leiten konnte, zog die Familie 1827 nach Stralsund, wo sie in der Frankenstraße wohnte. Der Vater erwarb das Bürgerrecht in der Stadt. Rudolf Baier besuchte ab 1827 das im ehemaligen Dominikanerkloster St. Katharinen untergebrachte Sundische Gymnasium, an dem Johann Ernst Nizze als Rektor tätig war. Am 27. September 1837 erhielt er das Reifezeugnis. In einem in Latein gehaltenen Abschlussvortrag sprach Baier über Friedrich Wilhelm I. von Preußen und dessen Verhältnis zu Stralsund.

## Studium
Nach dem Abschluss am Gymnasium begann Baier ein Theologiestudium, das ihn zunächst an die Universität Greifswald führte. Wahrscheinlich aus finanziellen Gründen wählte Baier das Theologiestudium, da ihm nach dem Tod seines Vaters 1835 die Mithilfe bei der Unterstützung der Familie oblag und er sich von einer Pastorenanstellung eine sichere Zukunft erhoffte. Jedoch wechselte er bald zur Philologie, auch hier konnte er auf eine gesicherte Zukunft hoffen, sobald er Oberlehrer geworden wäre.
Baier wechselte 1839 von Greifswald an die Universität Leipzig und von dort 1842 an die Universität Berlin. Kurz vor dem Ende des Studiums brach er es jedoch 1843 ohne Examen ab.

## Arbeit bei Bettina von Arnim
Sein Schulfreund aus Stralsunder Tagen, Ferdinand Schneider, bei dem Baier zeitweilig wohnte, hatte ihn in der Berliner Gesellschaft mit Bettina von Arnim bekannt gemacht. Die Bekanntschaft mit Schneider brachte Baier (Zitat) „manchen Vorteil: frühes Aufstehen … und neueste Literatur im Hause. In meinem Schubkasten liegen eine Menge verbotener Bücher, einige habe ich durchgesehen: Heine, Herweghs Gedichte.“ Baier nutzte intensiv die Königliche Bibliothek, wo er sich der zeitgenössischen Literatur, Reiseerzählungen und völkerkundlichen Berichten widmete.
Baier war von 1843 bis 1846 für Bettina von Arnim bei der Neufassung des Werkes „Des Knaben Wunderhorn“ tätig, das ihr verstorbener Ehemann Achim von Arnim von 1805 bis 1808 herausgegeben hatte. Die Neufassung sollte das Werk von vermeintlichen, im Sinne der Romantik erfolgten dichterischen Verfälschungen befreien. Nachdem Baier zwei von vier geplanten Bänden fertiggestellt hatte, beendete Bettina von Arnim die Zusammenarbeit.

## Lehrer, Museumsgründer und Bibliothekar in Stralsund
1846 kehrte Baier nach Stralsund zurück. Dort widmete er sich heimatkundlichen und philologischen Studien. Er ließ sich im Hause des Konditors Liss am Alten Markt 9 (damals Beim Rathause 1) im Haushalt seiner Mutter Juliane Baier nieder, in dem auch seine Schwestern lebten. Er arbeitete als Korrespondent lokaler Zeitungen und als Lehrer an privaten Schulen, ab April 1867 an den Höheren Töchterschulen der Schulhalterinnen Winz und Pauline Meyer. Hier unterrichtete er Geschichte, Kunstgeschichte und deutsche Literatur. In der Ratsbibliothek Stralsunds fand er viele historische und literarische Werke, die er studierte.
Der Verkauf einer bedeutenden Privatsammlung vorgeschichtlicher Altertümer von Rügen ins Ausland gab Baier den Anstoß, ein Museum in Stralsund gründen zu wollen. Im Dezember 1857 gewann er hierfür sieben interessierte Stralsunder Bürger. 1858 wurde zunächst ein Museumsverein gegründet, 1859 die Ausstellung des neugegründeten Provinzialmuseums für Neuvorpommern und Rügen in Räumen des Rathauses eröffnet. Baier baute das Museum auf und blieb bis zu seinem Tod dessen (unbesoldeter) Direktor. Im Jahr 1896 konnte er das Museum in neue, größere Räume in der Badenstraße führen.
1867 wurde er ferner zum Stadtbibliothekar ernannt. Auch dieses Amt übte er bis zu seinem Tod aus. Nebenbei blieb er als Privatlehrer tätig, lebte aber überwiegend von den Zinsen seines ererbten Vermögens.
Baier war Mitglied des „Literarisch-Geselligen Vereins“, des „Englischen Kränzchens“ und des „Altdeutschen Kränzchens“ seiner Heimatstadt. Für die Zeitschrift „Sundine“ verfasste er regelmäßig Theaterkritiken zu den Aufführungen im Theater Stralsund. Er engagierte sich in der 1822 gegründeten „Kaufmannsressource“ im Löwenschen Palais. Für einen Maskenball der Ressource am 9. Februar 1858 schrieb er die „Mitternachtszeitung“, mit der er großen Erfolg hatte. Als Stadtbibliothekar war er Mitglied im Allgemeinen Deutschen Schulverein.

## Sammler von Volkserzählgut
Rudolf Baier gehörte zu den Sammlern von pommerschen Sagen, Märchen und weiterer Volkspoesie, wie Rätseln, Sprichwörtern und Wetterregeln. Sie stammen überwiegend von der Insel Rügen, zum kleineren Teil auch vom Festland Neuvorpommerns. Als Ergebnis seiner Arbeit finden sich in seinem Nachlass unter anderem 430 Sagen und knapp 40 Märchen.
Nur ein kleinerer Teil seiner Sammlung ist veröffentlicht. In seinen Volksüberlieferungen von der Insel Rügen (Stralsund 1858) veröffentlichte Baier 22 Sagen, hinzu kommen einzelne in Zeitschriften verstreute Veröffentlichungen.

## Ehrungen
1875, anlässlich der 700-Jahr-Feier des Camminer Domes, ernannte die Universität Greifswald Rudolf Baier zum Ehrendoktor.
Mit seiner Tätigkeit erwarb sich Rudolf Baier großes Ansehen in Stralsund und der Region Vorpommern. Seine Heimatstadt ernannte ihn zum Ehrenbürger Stralsunds.

## Aussehen
Im „Signalement“ seines Reisepasses von 1839 ist Rudolf Baier wie folgt beschrieben: Größe fünf Fuß und sechs Zoll (d. h. ca. 1,73 m), Haare braun, Stirn rund, Augenbrauen braun, Augen grau, Nase gewöhnlich, Mund gewöhnlich, Bart schwarz, Kinn rund, Gesicht oval, Gesichtsfarbe gesund, Statur mittel.

## Familie
Rudolf Baier hatte vier Geschwister, den jüngeren Bruder (Adolf) und drei Schwestern. Der Vater starb 1835. Er selbst war nie verheiratet.

## Veröffentlichungen (Auswahl)
- Rudolf Baier: Volksüberlieferungen von der Insel Rügen. Stralsund 1858.
- Rudolf Baier: Vorgeschichtliche Gräber auf Rügen und in Neuvorpommern. Julius Abel, Greifswald 1904, urn:nbn:de:gbv:9-g-5274736. (nach Aufzeichnungen von Friedrich von Hagenow)